# Speak to Me (песня Depeche Mode)
Speak to Me — песня британской синти-поп-группы Depeche Mode с альбома «Memento Mori», третий сингл с этого альбома, вышедший 11 августа 2023 года .

## Список композиций
Однотрековым синглом вышел ремикс от HI-LO (Оливера Хелденса).
Слова и музыка всех песен — Дэйва Гаана, Марты Салоньи, Кристиана Айгнера и Джеймса Форда.
| №  | Название                    | Длительность |
| -- | --------------------------- | ------------ |
| 1. | «Speak to Me» (HI-LO Remix) | 3:46         |